# Ángel Justiniano Carranza
Pour les articles homonymes, voir Carranza.
Ángel Justiniano Carranza (Buenos Aires, 5 septembre 1834 – Rosario, 11 mai 1899) est un médecin, avocat et historien argentin.

## Biographie
Après avoir d’abord étudié la médecine, il se tourne vers les études de droit, puis se lance dans la carrière juridique, exerçant plusieurs fonctions importantes, entre autres celle d’auditeur de guerre dans la marine nationale de la république d’Argentine.
En plus d’être un éminent spécialiste de droit public, il est aussi historien, biographe et membre de la Junta de Numismática Americana (litt. Commission de numismatique américaine), future Junta de Historia y Numismática Americana. Les considérables archives qu’il s’est appliqué à rassembler tout au long de sa vie ont pu par la suite, sous la présidence de Julio Argentino Roca, être acquises par l’État argentin et former ainsi la base des Archives historiques nationales.
En 1892, il participe, commissionné par son gouvernement, aux célébrations espagnoles du IVe Centenaire de la découverte de l’Amérique, au titre de délégué à l’Exposition historico-américaine de Madrid. À cette rencontre prennent part également Luis Lorenzo Domínguez (1819-1898), écrivain et historien, qui occupe ensuite la charge d’ambassadeur à Londres, et Vicente Gregorio Quesada (es) (1830-1913), autre notable diplomate et historien argentin, spécialiste d’histoire coloniale.